# Piera Aulagnier
Pour les articles homonymes, voir Aulagnier.
Piera Aulagnier, née Spairani, est une psychanalyste et psychiatre française, d'origine italienne, née le 19 novembre 1923 à Milan et morte le 31 mars 1990 à Suresnes. Son nom est associé au Quatrième Groupe, dont elle est cofondatrice en 1969 et à la revue de psychanalyse Topique.

## Biographie
Piera Spairani passe les premières années de sa vie en France, puis son adolescence en Égypte. Elle fait ses études de médecine à Rome, puis s'installe en France en 1950, lorsqu'elle se marie, prenant le nom d'Aulagnier. Elle a un fils, Claude Aulagnier, également psychiatre.
Elle se forme à la psychiatrie, dans le service de Georges Daumezon, à l'hôpital Sainte-Anne, où elle conserve un séminaire et une consultation durant toute sa vie professionnelle. Elle se forme en même temps à la psychanalyse, avec Jacques Lacan dont elle devient l'élève et avec qui elle fait une analyse didactique de 1955 à 1961.
Lorsque Lacan crée la Société française de psychanalyse, en 1953, après la scission au sein de la Société psychanalytique de Paris, elle le suit. Lors de la deuxième scission, en 1963-64, elle se trouve parmi les premiers membres de l'École freudienne de Paris créée par Lacan, devenant analyste de l'école (AE) et responsable de la formation.
Cependant, elle démissionne de l'École freudienne en 1967, lorsqu'elle se trouve en désaccord avec les positions de Lacan concernant la formation des analystes, notamment lorsque celui-ci institutionnalise la procédure de la passe.
Elle publie à cette occasion deux articles, « Comment peut-on ne pas être persan ? » (Oct 1968) et « Sociétés de psychanalyse et psychanalystes de société » (1969). En 1968, elle épouse le philosophe Cornelius Castoriadis, qui participe à la fondation du Quatrième Groupe.
En janvier 1969, elle fonde, avec François Perrier, Jean-Paul Valabrega et plusieurs autres psychanalystes, le Quatrième Groupe (Organisation psychanalytique de langue française), dont elle est la personnalité emblématique.
Elle meurt d'un cancer à Suresnes le 31 mars 1990,.

## Activités éditoriales
Piera Aulagnier participe à la fondation de deux revues psychanalytiques :
- L'inconscient, avec Jean Clavreul et Conrad Stein, qui paraît en 1967 et 1968 aux PUF[4],[5].
- Topique, en 1969, qui succède à L'Inconscient et qu'elle dirige jusqu'à sa mort.

## Conceptualisation théoriques et cliniques
L'œuvre théorique de Piera Aulagnier s'inspire à la fois de l'œuvre de Freud et du style de pensée, voire du style d'écriture de Jacques Lacan avec qui elle est pourtant en rupture dès 1967.
Pour décrire la psychose dont elle a une grande expérience clinique, elle crée sa propre métapsychologie : l'instance organisatrice et qui décide de la structure du sujet devient le « Je ».
Le « Je » désigne, en première approche, le parcours identificatoire du sujet à travers plusieurs étapes complexes : T0, T1 et T2.
Elle apporte de plus le complexe de potentialité psychotique, névrotique, ou polymorphe.
Elle s'appuie notamment sur des notions qu'elle a conceptualisées :
- Pictogramme
- Processus originaire
- Violence de l'interprétation
- Pensée délirante primaire

### Publications (sélection)
- « Remarques sur la féminité et ses avatars », dans Le Désir et la perversion avec François Perrier, Jean Clavreul, Guy Rosolato, Jean-Paul Valabrega, Paris, Le Seuil, 1re édition : 1966, 1981,  (ISBN 2-020-05773-5)
- « Le Comportement transférentiel chez le sujet interné », collectif Études introductives à la psychothérapie à l'hôpital psychiatrique, L'information psychiatrique, 34e année, 4e série, no 5, 1958
- « Comment peut-on ne pas être persan ? » L'inconscient, no 1 1967
- « Sociétés de psychanalyse et psychanalyse de société » Topique, no 1, 1969
- La violence de l'interprétation - du pictogramme à l'énoncé, Paris, PUF 1975, rééd. 2003,  (ISBN 2-130-53720-0)
- Les Destins du plaisir aliénation, amour, passion : Séminaire Sainte-Anne, années 1977 et 1979, Paris, PUF, coll. « Fil rouge » (no 18), 1979, 268 p. (ISBN 978-2-13-036114-5)
- Les Destins du plaisir, aliénation, amour, passion, Paris, PUF, coll. « Le fil rouge », 1979  (ISBN 978-2-13-036114-5)
- L'Apprenti historien et le maître sorcier, Paris, PUF 1984
- Un interprète en quête de sens, Préface de Maurice Dayan, Paris, Psychanalyse, Ramsay, 1986.
- « Se construire un passé », 1989, paru  dans le Journal de la psychanalyse de l’enfant ; republication dans Benoît Servant, « Adolescence. psychose et états-limites, no 4, 2015 », Revue française de psychanalyse, 2017/1 (Vol. 81), p. 242-246. DOI : 10.3917/rfp.811.0242. [lire en ligne]